# Huile d'amande

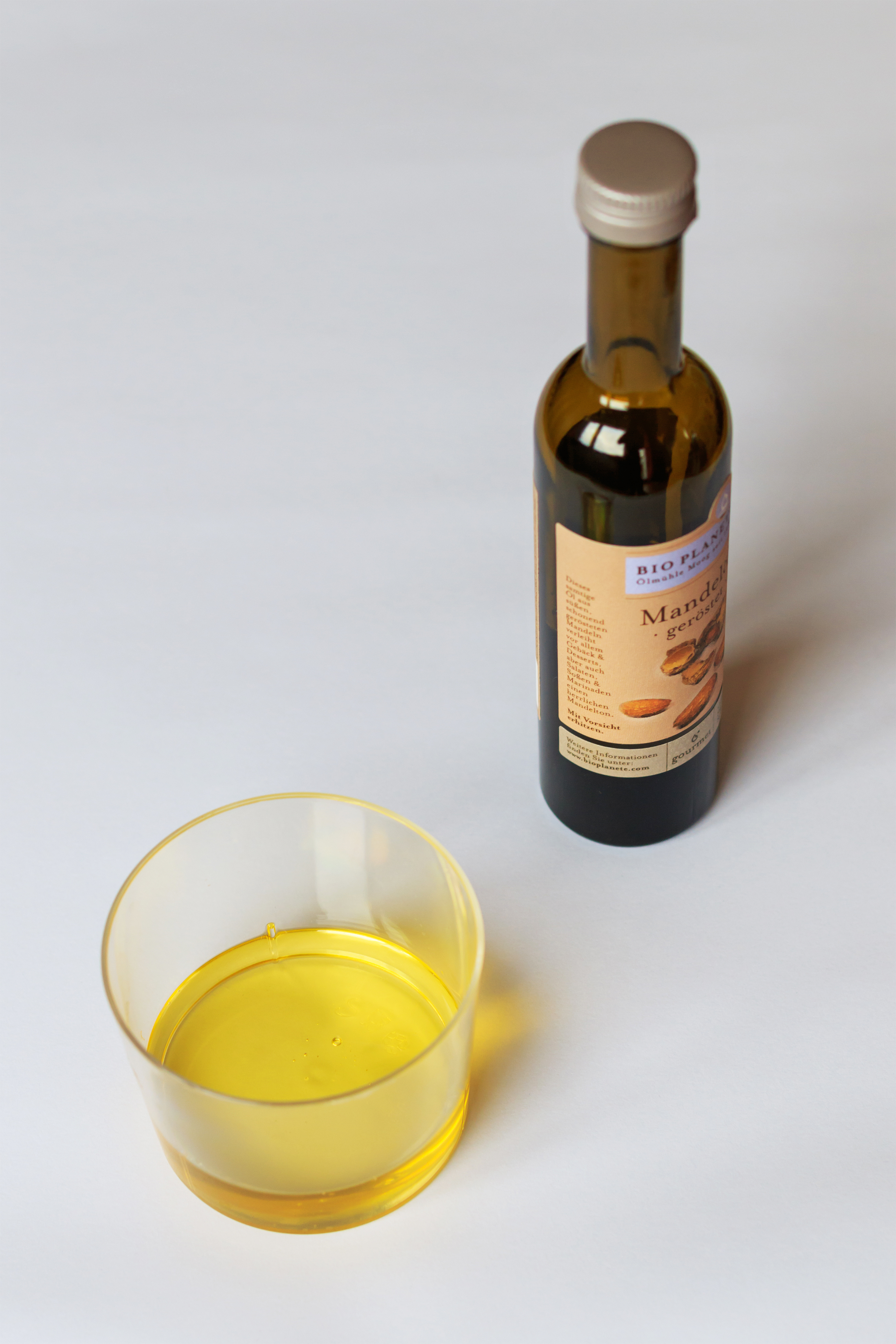
Huile d'amande en bouteille

L'huile d'amande est issue de l'amande, fruit de l'amandier.

## Nutrition
Seule l'huile d'amande douce est utilisée en cuisine, l'huile d'amande amère est toxique. L'huile d'amande douce aide à réduire le mauvais cholestérol.

## Soins
L'huile d'amande douce peut aussi être utilisée pour hydrater et assouplir le tympan en cas de problèmes du canal auditif.